# 博恩加普 (伊利諾伊州)
博恩加普（英語：Bone Gap）是一個位於美國伊利諾伊州愛德華茲縣的城鎮。

## 地理
博恩加普的座標為38°26′49″N 87°59′47″W / 38.44694°N 87.99639°W，而該地的平均海拔高度為140米（即459英尺）。

## 人口
根據2010年美國人口普查的數據，博恩加普的面積為1.55平方千米，當中陸地面積為1.55平方千米，而水域面積為0.00平方千米。當地共有人口246人，而人口密度為每平方千米159人。